# Damian Augustyniak
Damian Marek Augustyniak (ur. 3 sierpnia 1979 w Słupcy) – polski piłkarz, występujący na pozycji obrońcy, i trener.

## Życiorys

### Kariera piłkarska
Karierę zaczynał w zespole Pogoni Słupca, z której przeniósł się do Aluminium Konin. W 2000 trafił do Odry Wodzisław, w barwach której zadebiutował w polskiej ekstraklasie 22 lipca 2000. W sezonie 2000/2001 rozegrał w niej 11 meczów, nie zdobywając bramki. Rundę wiosenną sezonu 2001/2002 spędził w Ruchu Radzionków, po czym powrócił do Odry, w której rozegrał jedno spotkanie podczas całej rundy jesiennej i odszedł do Aluminium Konin, a po roku do Koszarawy Żywiec, gdzie spędził kolejne trzy sezony. Wiosną 2005 wrócił do Odry Wodzisław, gdzie ponownie nie grał zbyt długo i już podczas jesiennego okna transferowego odszedł do łotewskiego pierwszoligowego zespołu Ditton Daugavpils. 23 stycznia 2007 podpisał kontrakt z polskim trzecioligowym klubem Mieszko Gniezno. Od rundy wiosennej sezonu 2007/2008 do listopada 2009 bronił barw drużyny z Konina. Od 2010 do 2011 i w 2013 był zawodnikiem Sokoła Kleczew, a w 2012 i w latach 2013–2014 LKS Ślesin. W 2012 (po odejściu ze Ślesina) występował także w rodzimym SKP Słupca.
W polskiej ekstraklasie rozegrał 16 meczów, nie zdobył bramki.

### Kariera trenerska
W 2012 był grającym trenerem SKP Słupca, a od 2013 LKS Ślesin (w 2014 zdobył on wicemistrzostwo IV ligi), który prowadził także po zakończeniu kariery piłkarskiej, do 2015. W latach 2015–2016 był trenerem Górnika Konin, z którym awansował do III ligi, wywalczył również okręgowy Puchar Polski. Został zwolniony na początku sezonu 2016/2017, z powodu słabych wyników osiąganych w III lidze. W 2019 ponownie prowadził ten zespół. W 2021 został trenerem Czarnych Ostrowite.

### Udział w wyborach
W wyborach parlamentarnych w 2023 był kandydatem Bezpartyjnych Samorządowców do Sejmu w okręgu konińskim, otrzymując 214 głosów.